# ژان فولداک
ژان فولداک (آلمانی: Jean Földeák; ۹ ژوئن ۱۹۰۳ – ۵ مهٔ ۱۹۹۳) کشتی‌گیر اهل آلمان بود.